# Religionsvidenskab
Religionsvidenskab er læren om og det videnskabelige studium af fænomenet religion og verdens forskellige religioner set udefra, ikke at forveksle med teologi, der er læren om (og studiet af) en bestemt religions, som regel kristendommens, dogmatik, ritualistik og historie fra en position inden for samme religion.
Religionsvidenskaben ser på religioner fra forskellige etablerede videnskabers synsvinkel, f.eks. fra sociologien, fra antropologien, fra psykologien osv. og anvender disse videnskabers tilgange og metoder til at beskrive, analysere, fortolke og sammenligne forskellige religioner.
Religionsvidenskaben tilstræber at forholde sig så objektivt så muligt til forskellige religioner og livsanskuelser, ganske som dens ovennævnte hjælpevidenskaber gør det.

## Kendte religionsforskere

### Rudolf Otto
Rudolf Otto var en tysk teolog og religionshistoriker, der er mest kendt for sin bog "Das Heilige", hvor han introducerede begrebet "numinøs" for at beskrive den mystiske oplevelse af det hellige.  I "Das Heilige" argumenterer Otto således for, at religiøs oplevelse ikke blot kan reduceres til moral, etik eller rationalitet. Han introducerer begrebet "numinøs" for at beskrive den irrationelle og følelsesladede oplevelse af det hellige.
Otto beskriver det numinøse som en unik kvalitet ved religiøs oplevelse, der ikke kan forstås gennem rationel analyse alene. Det numinøse indebærer en følelse af mysterium og ærefrygt, som Otto betegner som "mysterium tremendum et fascinans". Dette udtryk dækker over den dobbelte følelse af frygt og tiltrækning, som mennesker oplever i mødet med det hellige.
Rudolf Ottos arbejde har haft en betydelig indflydelse på både teologi og religionsvidenskab. Hans begreber om det numinøse og det hellige har påvirket senere tænkere, herunder Mircea Eliade og Paul Tillich, og har bidraget til en dybere forståelse af den irrationelle og følelsesmæssige dimension af religion. Ottos betoning af de ikke-rationelle aspekter af religiøs oplevelse har også været vigtig for eksistentialistiske og fænomenologiske tilgange til religion.

### Emile Durkheim
Emile Durkheim var en fransk sociolog, der betragtes som en af grundlæggerne af sociologien. Hans værk "The Elementary Forms of the Religious Life" undersøger religionens sociale funktioner og dens rolle i samfundet.
Durkheim mente, at religion i sin kerne er et socialt fænomen. Han så religion som et produkt af samfundet, der tjener til at styrke den sociale solidaritet og samhørighed. Religion skaber og opretholder fællesskaber ved at bringe folk sammen gennem fælles tro og ritualer.
Durkheim studerede totemisme blandt australske aboriginere som en grundlæggende form for religion. Han brugte dette som et eksempel til at illustrere, hvordan religiøse symboler (totems) fungerer som repræsentationer af både det hellige og samfundet selv. Ifølge Durkheim symboliserer totemer ikke blot guder eller ånder, men også selve klanens identitet og samhørighed.
Durkheim introducerede begrebet "kollektiv bevidsthed" for at beskrive de fælles værdier, normer og tro, der binder et samfund sammen. Religion spiller en central rolle i at skabe og opretholde denne kollektive bevidsthed ved at tilbyde et fælles sæt symboler og ritualer, som medlemmerne af samfundet kan dele.
Durkheim var en af de tidlige fortalere for funktionalismen i sociologien. Han mente, at alle sociale institutioner, herunder religion, har funktioner, der bidrager til samfundets stabilitet og sammenhæng. Religionens primære funktion er at styrke den sociale solidaritet og skabe en følelse af fælles identitet og tilhørsforhold.
Durkheim var også bekymret for de sociale konsekvenser af modernitet og sekularisering. Han introducerede begrebet anomi for at beskrive en tilstand af normløshed og opløsning af sociale bånd, som kan opstå i moderne samfund, hvor traditionelle religiøse værdier og strukturer er svækket. Religion hjælper med at skabe moralske rammer og retningslinjer, der kan modvirke anomie og opretholde social orden.

### Max Weber
Max Weber var en tysk sociolog og økonom, der er kendt for sin analyse af religionens rolle i økonomiske systemer, især i "Den protestantiske etik og kapitalismens ånd", hvor han undersøger, hvordan protestantiske værdier har påvirket udviklingen af kapitalismen.
I dette værk undersøger Weber forholdet mellem protestantiske etiske værdier og udviklingen af kapitalistiske økonomiske systemer i Vesten. Weber argumenterede for, at protestantisk askese, især i form af calvinisme, fremmede en stærk arbejdsmoral og selvdisciplin. Protestanter anså økonomisk succes som et tegn på Guds nåde, hvilket tilskyndede dem til at arbejde hårdt, spare penge og geninvestere deres overskud. 
Protestantismen førte til en sekularisering af arbejdslivet, hvor jordiske gøremål og erhverv blev betragtet som kald fra Gud, hvilket gav en religiøs dimension til dagligt arbejde. Weber så rationalisering som en central proces i udviklingen af den moderne kapitalisme. Dette indebærer en systematisk, kalkuleret og metodisk tilgang til økonomisk produktion og forvaltning, som blev fremmet af protestantiske værdier.

### Mircea Eliade
Mircea Eliade var en rumænsk religionshistoriker og filosof, der er kendt for sine omfattende studier af myter, symboler og religiøse oplevelser. Hans værk "Helligt og profant" er en af de mest indflydelsesrige bøger inden for religionsstudier.

### Huston Smith
Huston Smith var en amerikansk religionshistoriker og forfatter, kendt for sin bog "The World's Religions", som er en af de mest brugte introduktioner til verdens store religiøse traditioner.
Smith var en stærk fortaler for interreligiøs forståelse og dialog. Han mente, at det var vigtigt at lære om og forstå forskellige religiøse traditioner for at fremme fred og harmoni i verden. Hans arbejde understregede lighederne mellem verdensreligionerne og argumenterede for, at de alle indeholder sandheder og visdom, der kan berige menneskelivet.
Smiths mest kendte værk er sandsynligvis "The World's Religions" (også kendt som "The Religions of Man"), først udgivet i 1958 og siden blevet opdateret flere gange. Denne bog er en omfattende introduktion til de store verdensreligioner, herunder hinduisme, buddhisme, kinesisk religion, jødedom, kristendom og islam. Den giver læserne en dybdegående forståelse af hver religions historie, doktriner, praksis og kulturelle betydning.

### Karen Armstrong
Karen Armstrong er en britisk religionshistoriker og forfatter, der har skrevet mange populære bøger om religion, herunder "A History of God" og "The Battle for God". Hun er kendt for sin evne til at formidle komplekse religiøse emner til et bredt publikum.
Karen Armstrongs arbejde har omfattet en dybdegående analyse af de store verdensreligioner, herunder islam, kristendom, jødedom, buddhisme og hinduisme. Hun har undersøgt disse religioners historie, udvikling og centrale doktriner gennem et komparativt perspektiv, der søger at finde ligheder og forskelle mellem dem.
I "A History of God" undersøger Armstrong udviklingen af gudsbegrebet i de store monoteistiske religioner, herunder jødedom, kristendom og islam. Hun argumenterer for, at gudsbegrebet har ændret sig gennem historien og har været formet af sociale, kulturelle og teologiske faktorer.

## I Danmark
I Danmark udbydes Religionsvidenskab som fag på Københavns Universitet, Aarhus Universitet og Syddansk Universitet. På læreruddannelsen i Danmark hedder faget kristendomskundskab/religion.
Religionsvidenskab i Danmark trækker på forskellige discipliner, herunder historie, filosofi, antropologi, sociologi og teologi. Denne tværfaglige tilgang giver mulighed for en bred forståelse af religionens kompleksitet.
Religionsvidenskab i Danmark dækker en række forskellige fokusområder, herunder religioners rolle i samfundet, religiøs praksis og ritualer, religiøs mangfoldighed, teologiske spørgsmål og religionens indflydelse på kultur og politik.

## Kritik af religionsvidenskab

### For intellektuel og akademisk
Akademisk religionsvidenskab kan bruge specialiseret terminologi, akademiske referencer og komplekse teoretiske rammer, som kan være vanskelige for ikke-eksperter at forstå. Dette kan skabe en barriere for dem, der ønsker at forstå eller engagere sig i studier af religion. Faget kan fokusere for meget på abstrakte analyser af religiøse tekster, praksisser og institutioner, hvilket kan virke fjernt fra folks faktiske religiøse erfaringer og oplevelser.

### Mangel på forståelse af spirituelle dimension
Kritikere hævder, at religionsvidenskab kan mangle en dyb forståelse for de spirituelle og transcendente dimensioner af religion. Fokus på sociologiske, historiske eller antropologiske tilgange overskygger de dybere og personlige aspekter af tro og spiritualitet.

### Ekskludering af spiritualitet
Nogle kritikere mener, at religionsvidenskaben reducerer religion til sociale eller kulturelle fænomener, og at den undervurderer eller nedvurdere religionens spirituelle og metafysiske dimensioner. Det forhold forstærkes af, at  religionsvidenskabens har en tendens til at fokusere på religion som et sæt af eksterne manifestationer, såsom ritualer, dogmer og institutioner.

### Manglende neutralitet og objektivitet
Nogle mener, at religionsvidenskaben ikke altid er i stand til at opretholde en objektiv og neutral holdning over for religion, og at visse forskere kan have personlige eller ideologiske bias, der påvirker deres arbejde.